# Batis pririt
Batis pririt là một loài chim trong họ Platysteiridae.